# Teuschnitz
Teuschnitz er en by i Landkreis Kronach i Regierungsbezirk Oberfranken i den tyske delstat Bayern.
Den er administrationsby for Verwaltungsgemeinschaft Teuschnitz.

## Geografi
Teuschnitz ligger i Naturpark Frankenwald i nærheden af den gamle grænsevej Rennsteig, ca. 22 km nord for byen Kronach. Siden forvaltningsreformen i 1978 har Teuschnitz været administrationsby for Verwaltungsgemeinschaft Teuschnitz, som også omfatter kommunerne Tschirn og Reichenbach.

### Inddeling
Ud over Teuschnitz er der 3 landsbyer i kommunen:
- Haßlach (ved Teuschnitz)
- Rappoltengrün
- Wickendorf

## Historie
Teuschnitz er nævnt første gang i 1187 og har haft stadsrettigheder siden 1390.